# Stalagmocroca
Stalagmocroca là một chi bướm đêm thuộc phân họ Olethreutinae, họ Tortricidae Tortricidae.

## Các loài
- Stalagmocroca sandycota (Meyrick, 1912)